# Kylešovice
Kylešovice (niem. Gilschwitz, pol. Kileszowice) – dawna miejscowość, obecnie nieformalna dzielnica miasta Opawy, część śródmiejskiego obwodu bezpośrednio administrowanego przez miejski magistrat, jak również gmina katastralna położona dwa do trzech kilometrów na południowy wschód od centrum, na lewym brzegu Morawicy, w kraju morawsko-śląskim.

## Historia
Gród w Kylešovicach powstał pod koniec X wieku, w dobie kampanii wojennej Mieszka I przeciwko Czechom, zakończonej zajęciem części Śląska i jego powstanie przypisuje się czasem polskiej akcji osadniczej.
Miejscowość po raz pierwszy wzmiankowano w 1341. W granicach miasta po raz pierwszy znalazła się 29 kwietnia 1939. Podczas II wojny światowej ponownie usamodzielniła się, by po wojnie znów być przyłączona. W dobie socializmu wybudowano tu dwa duże osiedla z wielkiej płyty. W  latach 1991–1994 wybudowano tu nowy kościół pw. św. Jana Nepomucena. 